# Wojciech Rubinowicz
Wojciech Rubinowicz, internazionalmente conosciuto anche come Adalbert Rubinowicz, all'anagrafe Wojciech Sylwester Piotr Rubinowicz (Sadhora, 22 febbraio 1889 – Varsavia, 13 ottobre 1974), è stato un fisico polacco, che ha contribuito nel campo della meccanica quantistica, nella fisica matematica e nella radiazione elettromagnetica.

## Biografia
Nacque a Sadhora, Bucovina, nell'impero austro-ungarico figlio di Margaret Brodowska e di Damian Rubinowicz, patriota polacco e insorgente della Rivolta di Gennaio del 1863. Nel 1908 Rubinowicz iniziò gli studi presso l'Università di Czernowitz dove conseguì il dottorato nel 1914. Nel 1916 iniziò invece gli studi post laurea presso l'Università di Monaco di Baviera sotto Arnold Sommerfeld che diventò col tempo suo assistente. Nel 1918, divenne privatdozent presso l'Università di Czernowitz. Due anni dopo divenne professore presso l'Università di Lubiana, Jugoslavia. Successivamente, divenne professore presso l'Istituto Politecnico di Leopoli, nel 1922. Durante il periodo che intercorre il 1937 al 1941, fu professore presso l'Università di Leopoli. Dopo la seconda guerra mondiale, a partire dal 1946, fu professore di fisica teorica presso l'Università di Varsavia fino al 1960.
Mentre è a Monaco di Baviera Rubinowicz pubblicò le sue opere sulla radiazione elettromagnetica, sull'atomo di Bohr, sulla teoria della fisica e sulla diffrazione matematica; portò questi interessi durante tutta la sua carriera.
Finalmente pubblicò libri basati sui suoi interessi veri e propri: il metodo polinomiale nel risolvere i problemi nella meccanica quantistica, dando il nome di questo metodo Sommerfeldsche Polynommethode e il suo lavoro sulla teoria della diffrazione intitolata Die Beugungswelle in Der Kirchhoffschen Theorie der Beugung
Sempre a Monaco di Baviera Rubinowicz trasformò integralmente la diffrazione di Kirchhoff in quello che è conosciuto oggi come la rappresentazione di Rubinowicz (nota anche come la rappresentazione Maggie-Rubinowicz). Una idea di questo metodo fu intrapreso nel 1888 da Maggi, uno degli studenti di Gustav Kirchhoff. Tuttavia, la rappresentazione di Rubinowicz, a differenza di Maggi, è la più utilizzata.

## Pubblicazioni
- (DE) Die Beugungswelle in der Kirchhoffschen Theorie der Beugung, 1957.
- (EN) Quantum Mechanics, 1968.
- (DE) Sommerfeldsche Polynommethode. Die Grundlehren der mathematischen Wissenschaften in Einzeldarstellungen mit besonderer Berücksichtigung der Anwendungsgebiete, Polnischer Verl. d. Wissenschaften, 1972.
- (EN) Selected Papers, Varsavia, Polish Scientific Publishers PWN, 1975.